# Harrismith (Australie)
Pour les articles homonymes, voir Harrismith.
Harrismith est une ville de l’État d’Australie-Occidentale en Australie.